# 初刻拍案驚奇

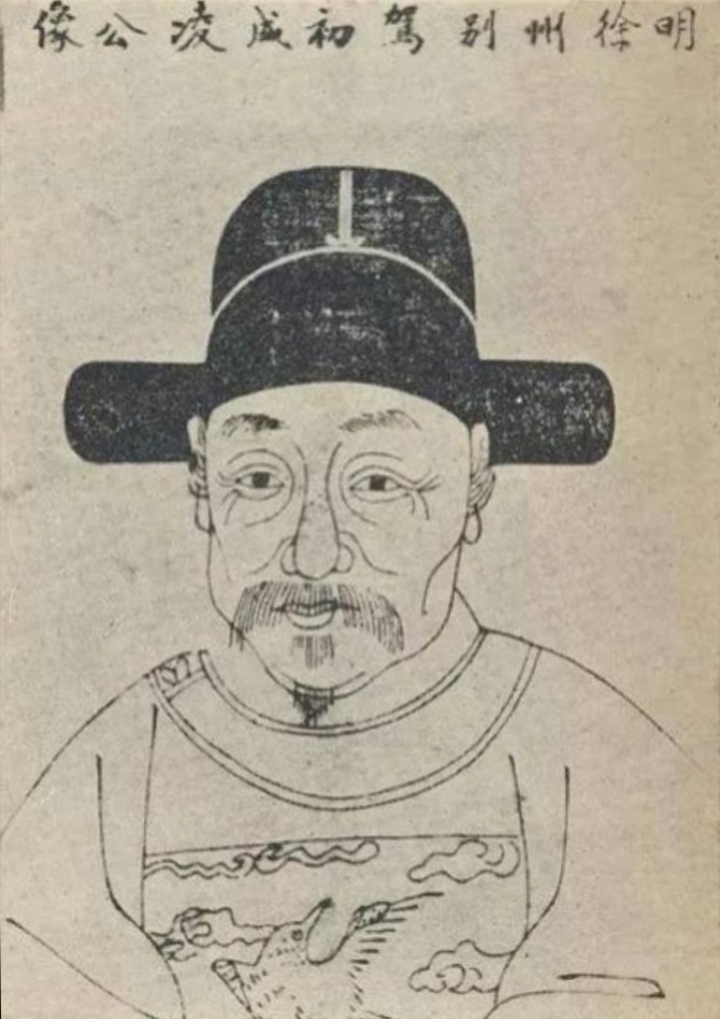
作者凌濛初像

《初刻拍案驚奇》是中国明朝的短篇小說集，明末凌濛初所著，是在“三言”的直接影響下寫成的短篇小說集，和后来的《二刻拍案驚奇》合稱“二拍”。“三言”是指《喻世明言》、《警世通言》、《醒世恒言》。
《初刻拍案驚奇》完稿于明天启七年（1627年），次年（崇祯元年）由尚友堂书坊刊行，共四十卷，为四十篇独立故事。但原本已失，今所见最早且最为完整的版本是藏于日本内阁文库的尚友堂刻本，全书三十九卷，缺第二十三卷。今本第二十三卷和《二刻拍案驚奇》相同。
《初刻拍案驚奇》全书四十卷中中唐九篇，宋七篇，元六篇，明十三篇，不确定时代者五篇。其故事內容主要取材於《太平廣記》、《夷堅志》、《剪灯新话》、《剪灯餘话》等書，是明朝社會的寫照，大多反映婚姻自主，因果應報等思想，凌濛初深受馮夢龍影響，其初刻自序曰：「獨龍子猶（馮夢龍）氏所輯喻世等書，頗存雅道，時著良規，一破今時陋習。」

## 章回目录
- 卷一　轉運漢遇巧洞庭紅　波斯胡指破鼉龍殼
- 卷二　姚滴珠避羞惹羞　鄭月娥將錯就錯
- 卷三　劉東山誇技順城門　十八兄奇蹤村酒肆
- 卷四　程元玉店肆代償錢　十一娘雲岡縱譚俠
- 卷五　感神媒張德容遇虎　湊吉日裴越客乘龍
- 卷六　酒下酒趙尼媼迷花　機中機賈秀才報怨
- 卷七　唐明皇好道集奇人　武惠妃崇禪鬥異法
- 卷八　烏將軍一飯必酬　陳大郎三人重會
- 卷九　宣徽院仕女鞦韆會　清安寺夫婦笑啼緣
- 卷十　韓秀才乘亂聘嬌妻　吳太守憐才主姻簿
- 卷十一　惡船家計賺假屍銀　狠僕人誤投真命狀
- 卷十二　陶家翁大雨留賓　蔣震卿片言得婦
- 卷十三　趙六老舐犢喪殘生　張知縣誅梟成鐵案
- 卷十四　酒謀對於郊肆惡　鬼對案楊化借屍
- 卷十五　衛朝奉狠心盤貴產　陳秀才巧計賺原房
- 卷十六　張溜兒熟布迷魂局　陸蕙娘立決到頭緣
- 卷十七　西山觀設輦度亡魂　開封府備棺迫活命
- 卷十八　丹客半黍九還　富翁千金一笑
- 卷十九　李公佐巧解夢中言　謝小娥智擒船上盜
- 卷二十　李克讓竟達空函　劉元普雙生貴子
- 卷二十一　袁尚寶相術動名卿　鄭舍人陰功叨世爵
- 卷二十二　錢多處白丁橫帶　運退時刺史當艄
- 卷二十三　大姊魂游完宿願　小姨病起續前緣
- 卷二十四　鹽官邑老魔魅色　會骸山大士誅邪
- 卷二十五　趙司戶千里遺音　蘇小娟一詩正果
- 卷二十六　奪風情村婦捐軀　假天語幕僚斷獄
- 卷二十七　顧阿秀喜舍檀那物　崔俊臣巧會芙蓉屏
- 卷二十八　金光洞主談舊變　玉虛尊者悟前身
- 卷二十九　通閨闥堅心燈火　鬧囹圄捷報旗鈴
- 卷三十　王大使威行部下　李參軍冤報生前
- 卷三十一　何道士因術成姦　周經歷因姦破賊
- 卷三十二　喬兌換鬍子宣淫　顯報施卧師入定
- 卷三十三　張員外義撫螟蛉子　包尤圖智賺合同文
- 卷三十四　聞人生野戰翠浮庵　靜觀尼晝錦黃沙巷
- 卷三十五　訴窮漢暫掌別人錢　看財奴刁買冤家主
- 卷三十六　東廊僧怠招魔　黑衣盜姦生殺
- 卷三十七　屈突仲任酷殺眾生　鄆州司令冥全內侄
- 卷三十八　占家財狠婿妒侄　廷親脈孝女藏兒
- 卷三十九　喬勢天師禳旱魃　秉誠縣令召甘霖
- 卷四十　華陰道獨逢異客　江陵郡三拆仙書